# Chemin de fer Aigle–Leysin
| BDeh 4/4 im ursprünglichen Anstrich der AL in Aigle-Dépôt |                                |                                                         |                                                         |
| |                                |                                                         |                                                         |
| Streckennummer (BAV): | 125                            |                                                         |                                                         |
| Fahrplanfeld: | 125                            |                                                         |                                                         |
| Streckenlänge: | 6,207 km                       |                                                         |                                                         |
| Spurweite: | 1000 mm (Meterspur)            |                                                         |                                                         |
| Stromsystem: | 1500 V =                       |                                                         |                                                         |
| Maximale Neigung: | Adhäsion 38 ‰ Zahnstange 230 ‰ |                                                         |                                                         |
| Zahnstangensystem: | Abt                            |                                                         |                                                         |
| Zweigleisigkeit: | Leysin-Village–Leysin-Feydey   |                                                         |                                                         |
| |                                |                                                         |                                                         |
| \| \| \| \| \| \| \| \| TPC von Les Diablerets \| \| \| \| \| TPC von Monthey–Champéry \| \| \| \| \| SBB von Brig \| \| \| \| 0,00 \| Aigle \| 404 m ü. M. \| \| \| \| SBB nach Lausanne \| \| \| \| 0,59 \| Aigle-Place-du-Marché \| 415 m ü. M. \| \| \| \| Pont de la Grande-Eau \| \| \| \| \| nach Grand Hôtel Aigle (bis 1932)[1] \| \| \| \| \| Brücke Grande Eau \| \| \| \| 1,03 \| Aigle-Dépôt Depot \| 430 m ü. M. \| \| \| \| Beginn Zahnstange \| \| \| \| 1,71 \| Fontanney \| 548 m ü. M. \| \| \| \| Tunnel Drapel (55 m) \| \| \| \| 2,09 \| Pont-de-Drapel \| 610 m ü. M. \| \| \| 3,51 \| Rennaz (Leysin) \| 922 m ü. M. \| \| \| \| Tunnel Rennaz (154 m) \| \| \| \| 4,00 \| La Roulaz \| 1030 m ü. M. \| \| \| \| Tunnel Roulaz (18 m) \| \| \| \| 5,17 \| Leysin-Village \| 1268 m ü. M. \| \| \| \| ab 2030[2] \| \| \| \| \| Brücke Leysin (128 m) \| \| \| \| 5,48 \| Versmont \| 1338 m ü. M. \| \| \| \| Leysin-Village \| \| \| \| 5,87 \| Leysin-Feydey \| 1398 m ü. M. \| \| \| 6,21 \| Leysin-Grand-Hôtel \| 1451 m ü. M. \| \| \| \| Leysin-Centre \| \| \| \| \| Kehrtunnel Leysin (287 m) \| \| \| \| \| Leysin-Télécabine Anschluss nach Berneuse und Tête d'Aï \| \| |                                |                                                         |                                                         |
| |                                |                                                         |                                                         |
| U-Bahn-Strecke |                                | TPC von Les Diablerets                                  | TPC von Les Diablerets                                  |
| Abzweig geradeaus und von links · Strecke quer |                                | TPC von Monthey–Champéry                                | TPC von Monthey–Champéry                                |
| Strecke · Strecke von links |                                | SBB von Brig                                            | SBB von Brig                                            |
| Bahnhof mit U-Bahn Streckenende · Bahnhof | 0,00                           | Aigle                                                   | 404 m ü. M.                                             |
| U-Bahn-Strecke · Strecke nach links |                                | SBB nach Lausanne                                       | SBB nach Lausanne                                       |
| U-Bahn-Haltepunkt / Haltestelle | 0,59                           | Aigle-Place-du-Marché                                   | 415 m ü. M.                                             |
| ehemaliger U-Bahn-Bahnhof |                                | Pont de la Grande-Eau                                   | Pont de la Grande-Eau                                   |
| U-Bahn-Abzweig geradeaus und ehemals nach rechts |                                | nach Grand Hôtel Aigle (bis 1932)                       | nach Grand Hôtel Aigle (bis 1932)                       |
| U-Bahn-Brücke über Wasserlauf |                                | Brücke Grande Eau                                       | Brücke Grande Eau                                       |
| U-Bahn-Abzweig nach links und von links · U-Bahn-Kopfbahnhof Streckenende und quer | 1,03                           | Aigle-Dépôt Depot                                       | 430 m ü. M.                                             |
| |                                | Beginn Zahnstange                                       |                                                         |
| Haltepunkt / Haltestelle | 1,71                           | Fontanney                                               | 548 m ü. M.                                             |
| Tunnel |                                | Tunnel Drapel (55 m)                                    | Tunnel Drapel (55 m)                                    |
| Haltepunkt / Haltestelle | 2,09                           | Pont-de-Drapel                                          | 610 m ü. M.                                             |
| Haltepunkt / Haltestelle | 3,51                           | Rennaz (Leysin)                                         | 922 m ü. M.                                             |
| Tunnel |                                | Tunnel Rennaz (154 m)                                   | Tunnel Rennaz (154 m)                                   |
| Haltepunkt / Haltestelle | 4,00                           | La Roulaz                                               | 1030 m ü. M.                                            |
| Tunnel |                                | Tunnel Roulaz (18 m)                                    | Tunnel Roulaz (18 m)                                    |
| Bahnhof | 5,17                           | Leysin-Village                                          | 1268 m ü. M.                                            |
| |                                | ab 2030                                                 |                                                         |
| Strecke geradeaus (außer Betrieb) (im Tunnel) · Brücke |                                | Brücke Leysin (128 m)                                   | Brücke Leysin (128 m)                                   |
| Strecke (außer Betrieb) (im Tunnel) · Haltepunkt / Haltestelle | 5,48                           | Versmont                                                | 1338 m ü. M.                                            |
| Haltepunkt / Haltestelle (Strecke außer Betrieb) (im Tunnel) · Strecke |                                | Leysin-Village                                          | Leysin-Village                                          |
| Strecke (außer Betrieb) (im Tunnel) · Bahnhof | 5,87                           | Leysin-Feydey                                           | 1398 m ü. M.                                            |
| Strecke (außer Betrieb) (im Tunnel) · Strecke · Kopfbahnhof Streckenanfang | 6,21                           | Leysin-Grand-Hôtel                                      | 1451 m ü. M.                                            |
| Haltepunkt / Haltestelle (Strecke außer Betrieb) (im Tunnel) · Tunnelanfang · Tunnelanfang |                                | Leysin-Centre                                           | Leysin-Centre                                           |
| Strecke (außer Betrieb) (im Tunnel) · Strecke nach links (im Tunnel) · Strecke nach rechts (im Tunnel) |                                | Kehrtunnel Leysin (287 m)                               | Kehrtunnel Leysin (287 m)                               |
| Kopfbahnhof Streckenende (Strecke außer Betrieb) (im Tunnel) |                                | Leysin-Télécabine Anschluss nach Berneuse und Tête d'Aï | Leysin-Télécabine Anschluss nach Berneuse und Tête d'Aï |

Die Chemin de fer Aigle–Leysin (AL), deutsch Aigle-Leysin-Bahn, war eine Eisenbahngesellschaft im Schweizer Kanton Waadt. Ihre von 1900 bis 1916 eröffnete 6,2 Kilometer lange Strecke führt von Aigle im Rhonetal hinauf nach Leysin-Grand Hôtel. Die gemischte Zahnradbahn mit dem System Abt wird seit der Betriebsaufnahme elektrisch betrieben.
Zudem war die AL Eigentümerin und Betreiberin der Strassenbahn Aigle CFF–Aigle Grand Hôtel, die von 1900 bis 1932 verkehrte.
1999 fusionierte die AL zu den Transports Publics du Chablais (TPC).

## Geschichte

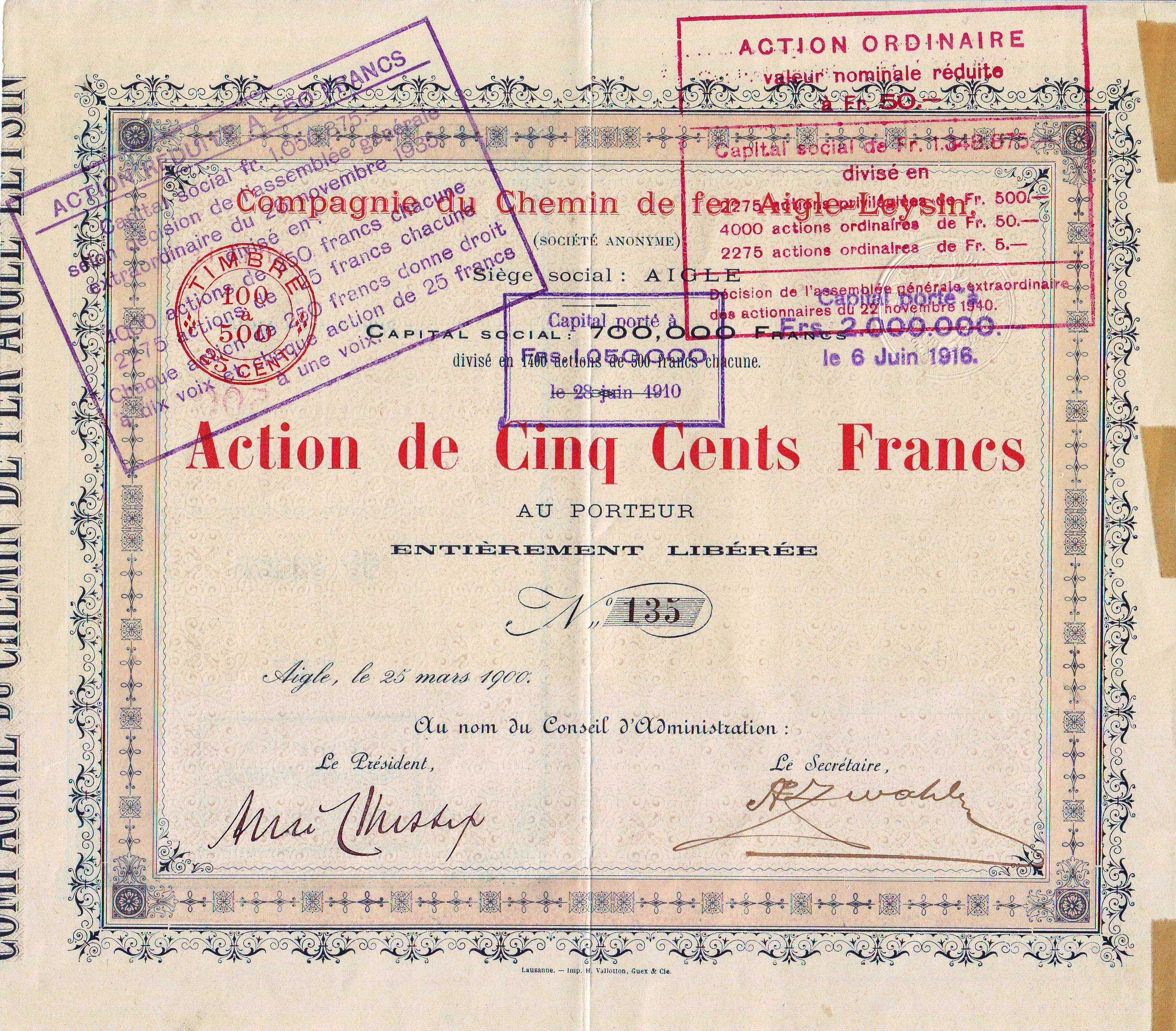
Aktie über 500 Franken der Compagnie du Chemin de fer Aigle-Leysin vom 25. März 1900

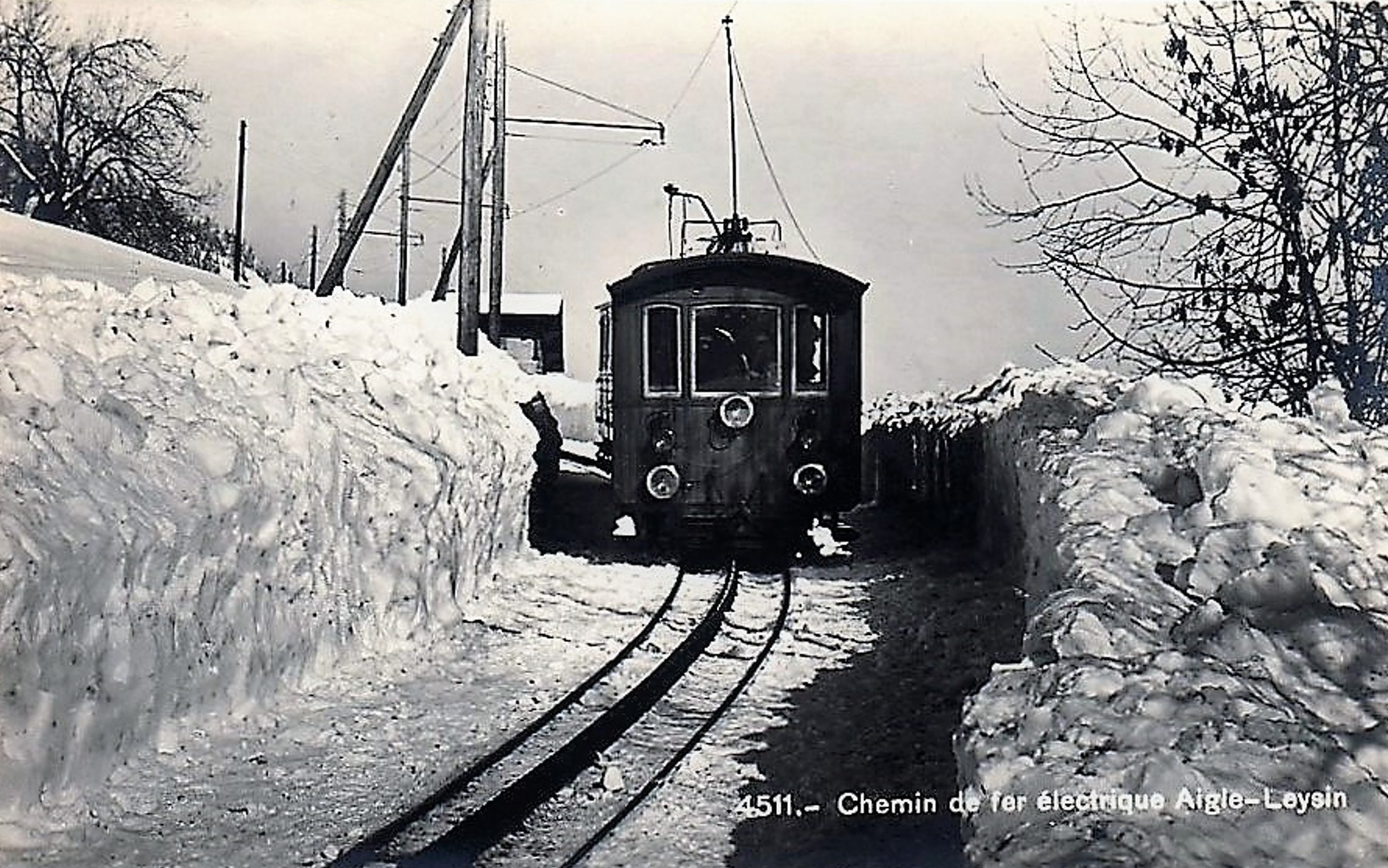
Zug der AL mit Lokomotive He 2/2 in Leysin

Der erste Kilometer der Strecke Aigle–Leysin wurde am 5. Mai 1900 vom Bahnhof Aigle nach Aigle-Dépôt als Teil der Strassenbahn Aigle JS–Aigle Grand Hôtel eröffnet. Am 6. November desselben Jahres wurde die Fortsetzung als Zahnradbahn von Aigle-Dépôt nach Leysin-Feydey in Betrieb genommen. Die Weiterführung zum heutigen Endpunkt Leysin-Grand Hôtel folgte am 12. September 1916. Die Doppelspur Leysin-Village–Leysin-Feydey wurde bereits am 8. September 1915 dem Verkehr übergeben.
Die Erschliessung von Leysin durch die Zahnradbahn führte zu einem enormen Aufschwung des Luftkurorts. Die Bahn hatte vorwiegend eine touristische Funktion, gewann aber auch rasch an Bedeutung für die Güterversorgung der neuen Sanatorien und Hotels. Die Erträge aus dem Personen- und Warentransport hielten sich ungefähr die Waage.

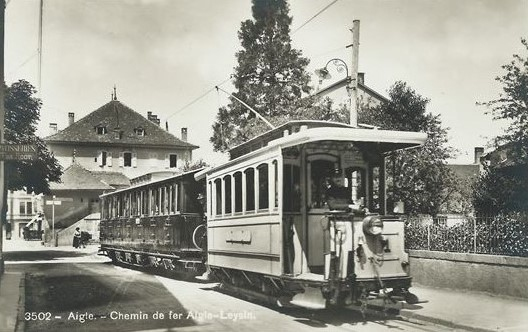
Strassenbahntriebwagen mit einem Vorstellwagen der Zahnradbahn im Städtchen Aigle

Ursprünglich wurden die Wagen nach Leysin auf dem Strassenbahnabschnitt durch die Tramwagen der Strassenbahn Aigle JS (bzw. Aigle SBB)–Grand Hôtel befördert, ab Aigle-Dépôt dann durch die Zahnradlokomotiven. Beide Bahnen wurden mit 600 Volt Gleichstrom betrieben. Zur Vereinfachung der Übergabe der Wagen von den Strassenbahntriebwagen an die Zahnradlokomotiven ohne Adhäsionsantrieb und umgekehrt wurde der Bahnhof Aigle-Depot in Form einer Spitzkehre angelegt.
Die Strassenbahn zum Grand Hotel war bis 1932 in Betrieb, das Hotel schloss im Jahr 1934. Das Hotel und die Strassenbahn vom Pont de la Grande-Eau zum Hotel wurden abgebrochen.
→ Hauptartikel: Strassenbahn Aigle CFF–Aigle Grand Hôtel

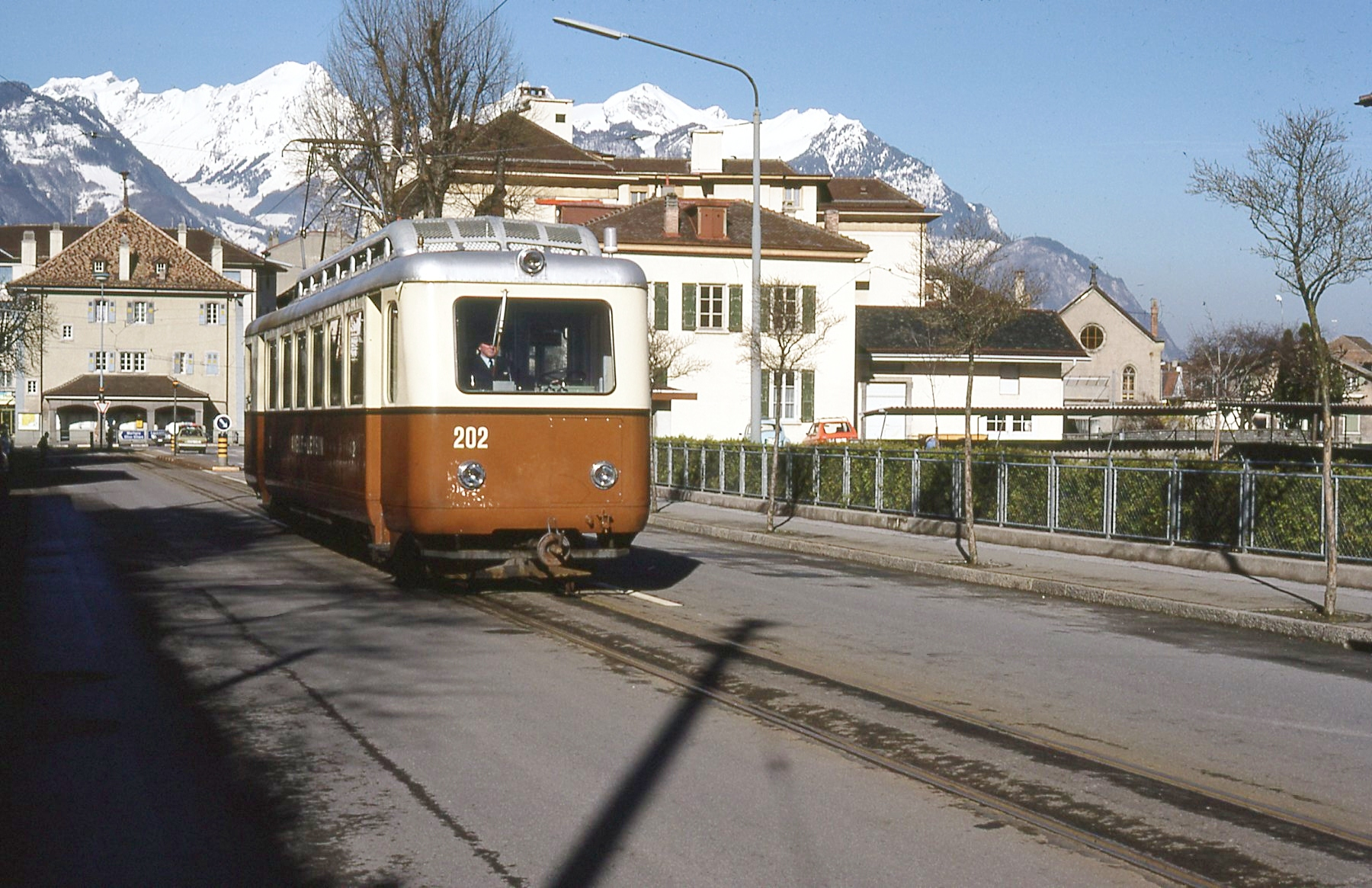
Triebwagen BDeh 2/4 für gemischten Adhäsions- und Zahnradbetrieb um 1980 in Aigle

Seit 1946 wird die Bahn mit 1300 bis 1500 Volt Gleichstrom betrieben, und es kommen Triebwagen mit gemischtem Adhäsions- und Zahnradantrieb zum Einsatz. Dadurch konnte die Fahrzeit auf rund 30 Minuten verkürzt werden.
Nachdem die AL Jahrzehnte lang Gewinn abgeworfen hatte, erwirtschaftete sie ab 1973 zunehmend grösser werdende Defizite. Hauptgründe waren der zunehmende Strassenverkehr und die ungünstige Lage des Bahnhofs Feydey, der 10 Fussminuten von der Talstation der Luftseilbahn auf die Berneuse entfernt ist. 1985 verlängerte der Bund die Konzession für weitere 50 Jahre, stellte jedoch einen grossen Teil der finanziellen Unterstützung bis in die 1990er Jahre ein.
Ab 1975 bildete die AL zusammen mit der Chemin de fer Aigle–Sépey–Diablerets (ASD) und der Chemin de fer Bex–Villars–Bretaye (BVB) eine Betriebsgemeinschaft, der sich 1977 auch die Chemin de fer Aigle–Ollon–Monthey–Champéry (AOMC) anschloss. 1999 erfolgte die Fusion dieser vier Bahnen zu den Transports Publics du Chablais (TPC).

### Projekt zur Verlängerung nach Berneuse
In den 1980er Jahren fasste die AL eine Verlängerung ihrer Strecke nach Esserts  ins Auge. Sie hätte einen Teil der Verkehrsprobleme in Leysin gelöst, die Kosten von 20 Millionen Franken erwiesen sich jedoch im Verhältnis zum Nutzen als hoch.

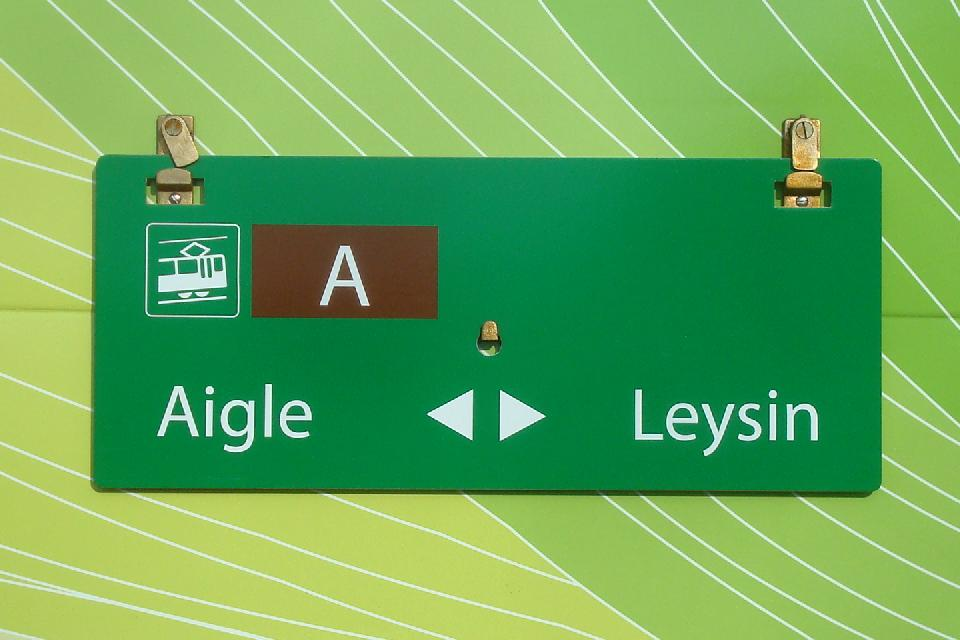
Die Linie wurde früher von den Transports Publics du Chablais als Linie A, heute als R25, bezeichnet. Zuglaufschild im einheitlichen Erscheinungsbild der TPC.

Ab 1986 wurde eine Verlängerung der Linie zum Gipfel der Berneuse, wo sich ein Drehrestaurant befindet, angestrebt. Obwohl für das Projekt 32 Millionen Franken veranschlagt wurde, wurde das Kosten-Nutzen-Verhältnis als besser beurteilt. Die AL rechnete mit einem bedeutenden touristischen Potenzial der um 3933 Meter längeren Strecke. Die Bergstation wäre auf 2025 Meter über Meer zu liegen gekommen, die Steigung hätte wie bei der bestehenden Zahnradbahn 230 Promille betragen. Die AL befürchtete, dass ohne den zusätzlichen Verkehr die Einstellung des Bahnbetriebs drohe. Das Bundesamt für Verkehr (BAV) lehnte das Projekt aus Umweltschutzgründen ab und wies darauf hin, dass die Berneuse bereits durch eine Luftseilbahn erschlossen ist.

## Streckenbeschreibung
Die Bahnstrecke Aigle–Leysin hat ihren Ausgangspunkt vor dem SBB-Bahnhof und führt als Strassenbahn auf der Rue de la Gare (Bahnhofstrasse), der Avenue des Ormonts und über die Grande Eau zum Kopfbahnhof Aigle-Dépôt. Dort ändern die Züge die Fahrtrichtung, damit das Triebfahrzeug für die anschliessende Bergfahrt am Ende des Zuges eingereiht ist. Bei den heute verwendeten Pendelzügen wäre dieser Fahrtrichtungswechsel jedoch nicht mehr notwendig.
Im Keilbahnhof Aigle-Dépôt beginnt der 5,3 Kilometer lange und bis zu 230 Promille steile Zahnstangenabschnitt. Zunächst führt er durch die Rebberge und bietet den Fahrgästen einen Ausblick auf das Rhonetal. Bei der Haltestelle Pont-de-Drapel wechselt die Vegetation und das Trassee befindet sich nun im Wald. Der Zug erreicht eine Waldlichtung mit dem Bahnhof Rennaz (Leysin), wo er sich in der Regel mit dem Gegenzug kreuzt. Die Strecke führt weiter durch Wald und den 154 Meter langen Tunnel Rennaz. Ab rund 1200 Meter über Meer fährt die Zahnradbahn durch Weiden und erreicht nach kurzer Zeit den Bahnhof Leysin-Village (Leysin-Dorf). Hier beginnt der Doppelspurabschnitt mit der 128 Meter langen Brücke Leysin nach Leysin-Feydey. Nach dem 287 Meter langen Kehrtunnel Leysin erreicht die Strecke, immer noch mit Zahnstange versehen, den Endpunkt Leysin-Grand Hôtel.

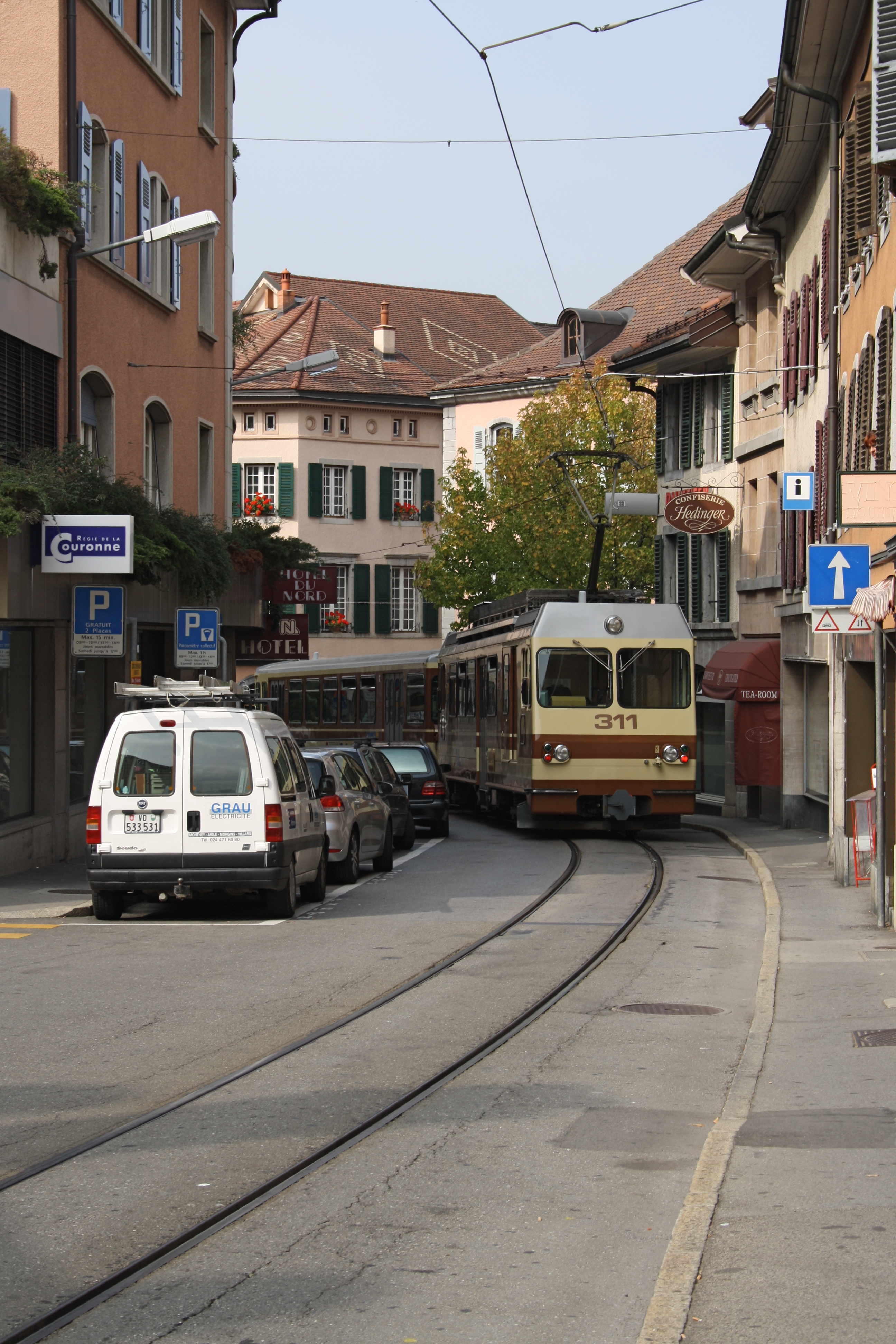
Durchfahrt in Aigle, 2009
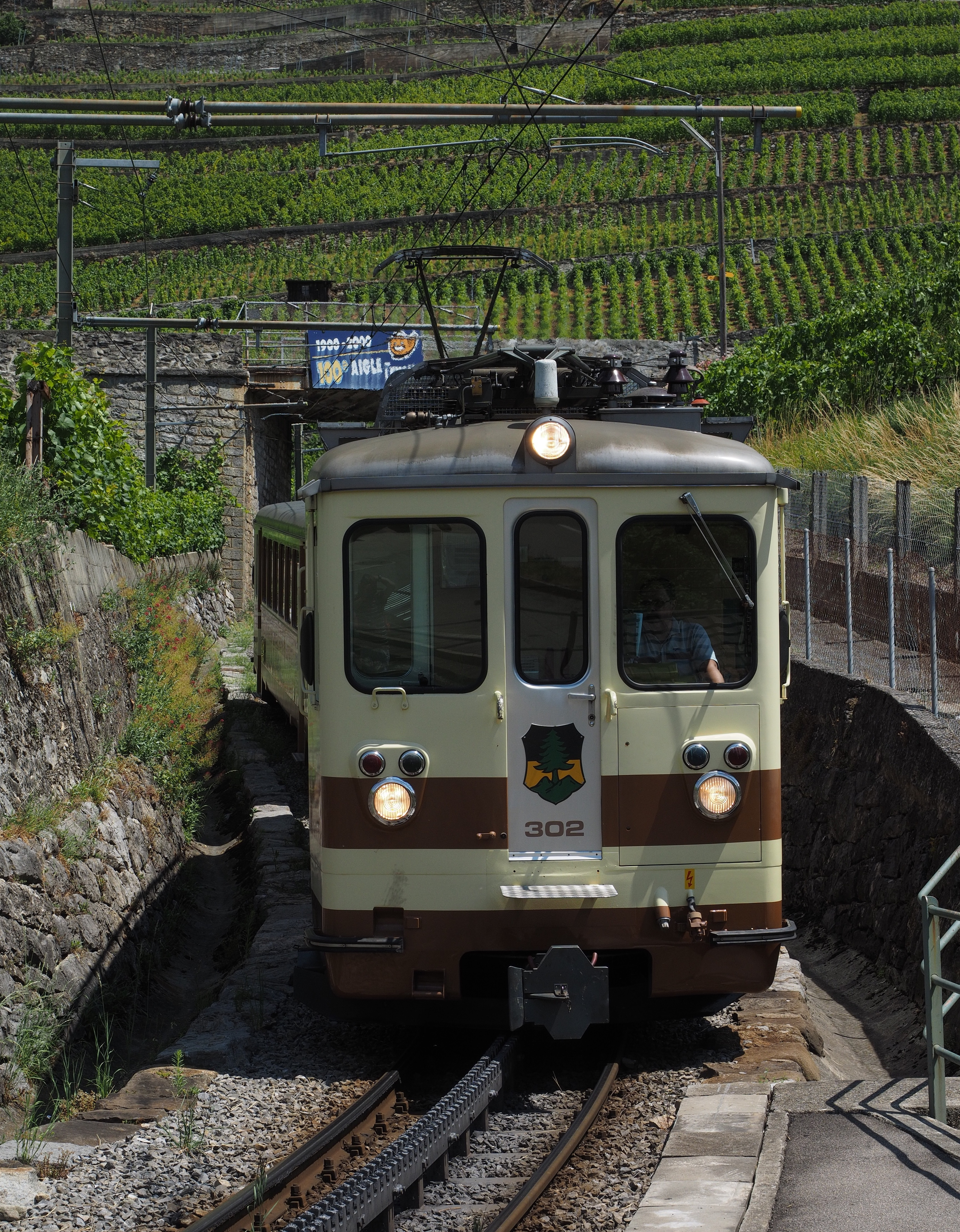
Bei Aigle-Dépôt, 2014
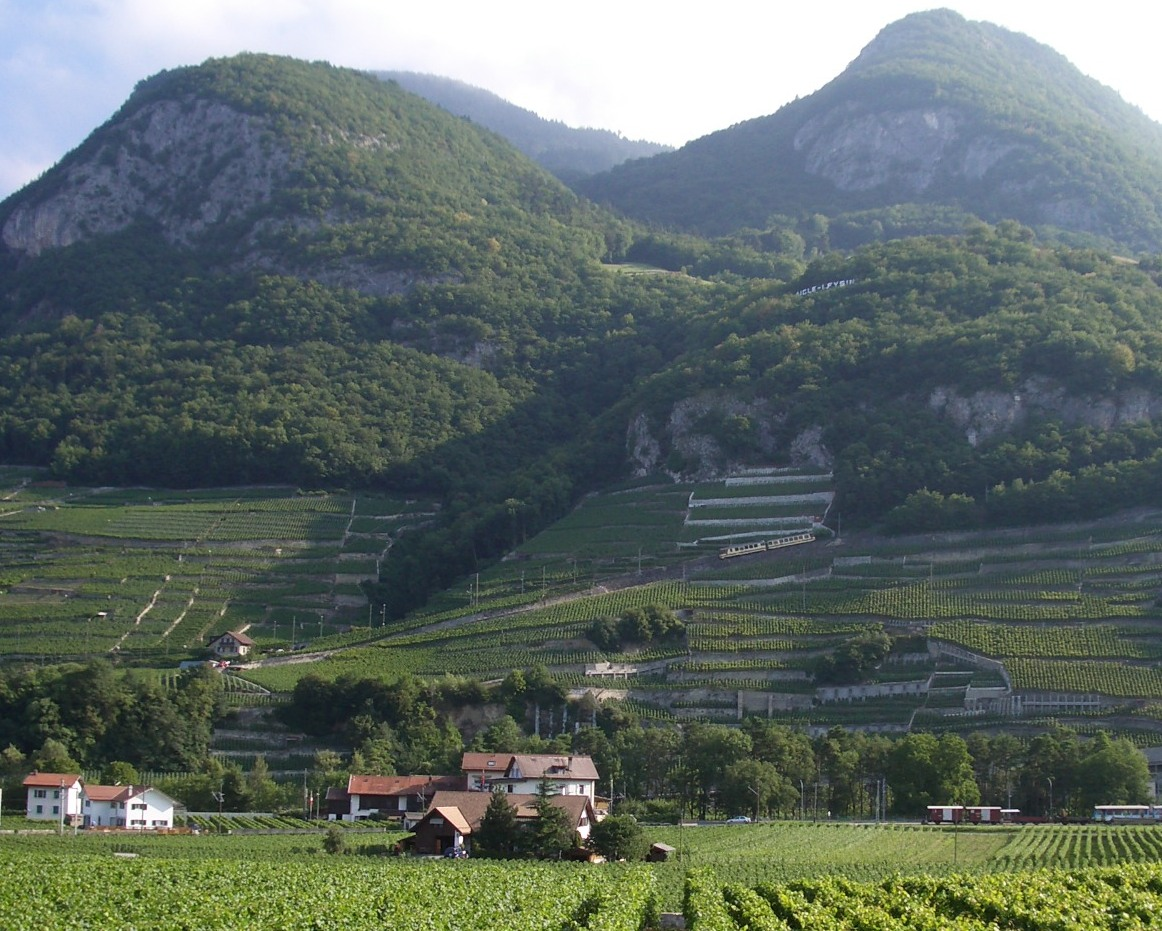
Strecke von Aigle-Dépôt nach Fontanney in den Rebbergen
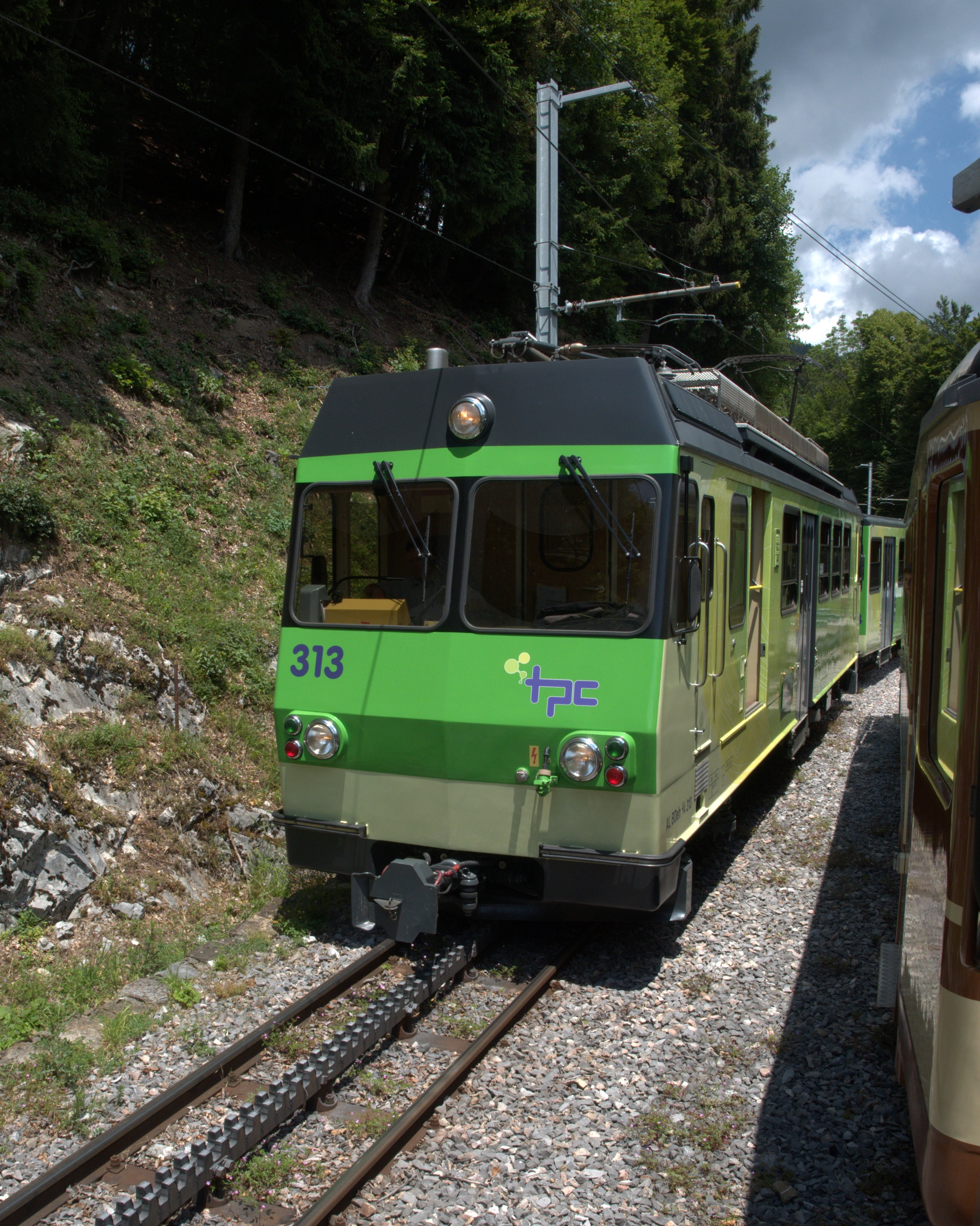
Zugkreuzung in Rennaz
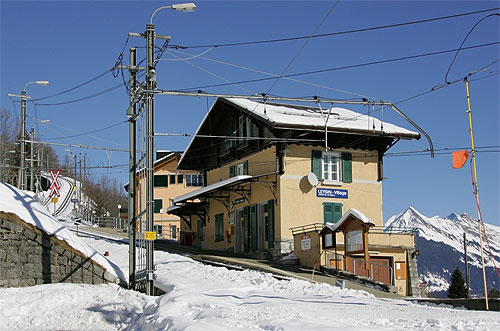
Bahnhof Leysin-Village
Ende des Doppelspurabschnitts in Feydey, 1948

## Verlegung der Endstation in Leysin
Bis 2030 soll die Zahnradbahn unter dem Projektnamen Leysin365 in einem 1,3 Kilometer langen Tunnel zu den Talstationen der Luftseilbahn Leysin–La Berneuse und des Sessellifts Leysin-Tête d’Aï verlängert werden. Die Bahn wird ausgehend von der heutigen Station Leysin-Village unterirdisch durch das Zentrum des Ferienorts fahren. Mit dem Bau des Tunnels kann die AL ihre Kapazität von 1000 auf 2000 Personen täglich verdoppeln. Die Kosten werden auf 100 Millionen Franken veranschlagt, das BAV hat dem Projekt zugestimmt. Die heutige Strecke zum Grand Hotel wird stillgelegt. Entstehen sollen zwei neue unterirdische Stationen, Leysin-Centre und Leysin-Télécabine. Die bisherigen Stationen Versmont und Feydey sollen durch zwei Standseilbahnen mit den neuen Stationen Village und Centre verbunden werden.

## Rollmaterial
Dampflokomotive

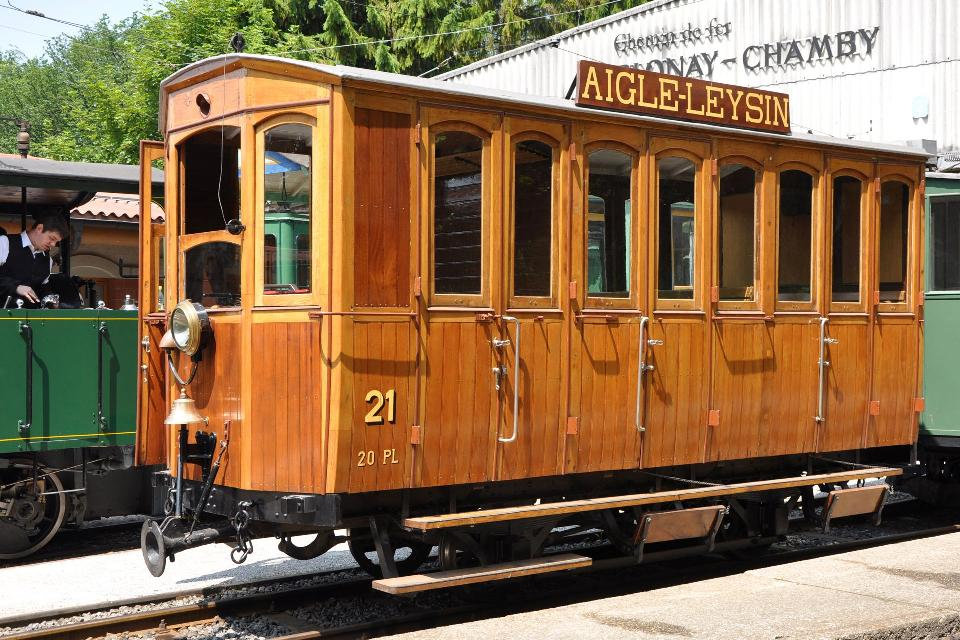
Abteilwagen (Personen- und Gepäckwagen) CF^{2} 21, 2010 bei der Museumsbahn Blonay–Chamby

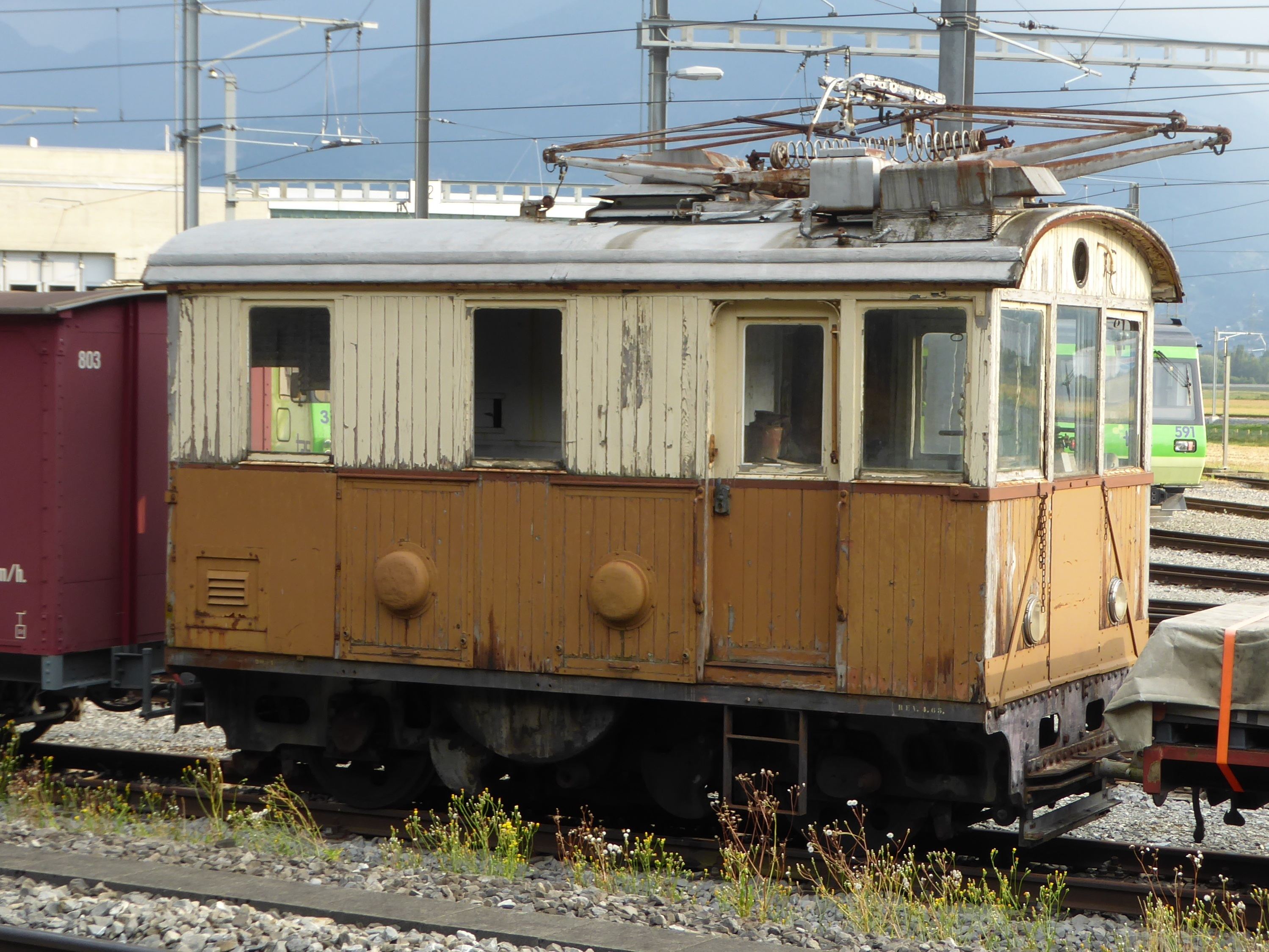
Lokomotive He 2/2 12, Juli 2018

- H 2/3 10 (1900) SLM, ab 1909 mietweise bei BVB, 1911 an BVB verkauft.

Lokomotiven
- He 2/2 1 (1901) SLM/CIE, 1946 ausser Betrieb, später abgebrochen
- He 2/2 2–3 (1900) SLM/CIE, 1946 ausser Betrieb, später abgebrochen
- He 2/2 4 (1909) SLM/CIE, 1979 abgebrochen
- He 2/2 11 (1912) SLM/MFO, abgebrochen
- He 2/2 12 (1915) SLM/MFO, außer Betrieb, abgebrochen 2020

| Wappen | Wappen      |
| Nr.    | Name        |
| ------ | ----------- |
| 301    | Aigle       |
| 302    | Leysin      |
| 311    | Yvorne      |
| 312    | Ollon       |
| 313    | La Berneuse |

Traktor
- Te 2/2 101 (1949) ACMV/BBC, ohne Zahnradantrieb, 2006/07 umgebaut und als Te 2/2 1101 in Betrieb genommen

Triebwagen und Steuerwagen
- Arseh 2/4 201 (1946) SLM/BBC, aus BDeh 2/4 201 zum Salontriebwagen umgebaut, abgebrochen 2020
- BDeh 2/4 202–203 (1946) SLM/BBC
- BDeh 4/4 301–302 und Bt 351–352 (1966) SIG/SAAS
- BDeh 4/4 311–313 (ursprünglich 303–305) und Bt 361–363 (ursprünglich 353–355) (1987/1993) ACMV/SLM/BBC

Personenwagen
- CF2 21 (1900) SIG, 1972 an Museumsbahn Blonay–Chamby (BC) abgegeben, 1974 zur Museumsbahn überführt
- B2 22 (1900) SIG, ehemals CF2, 1955 neuer Wagenkasten von ACMV/AL,
B2 23 (1956) ACMV/AL,
 beide ab 1993 im Gryon Parc[12] beim Place de la Barboleuse als Lagerraum genutzt, 2018 vor der Auberge des Cheseaux in der Siedlung Les Cheseaux, Saint-Cergue, gesichtet.[13][14]

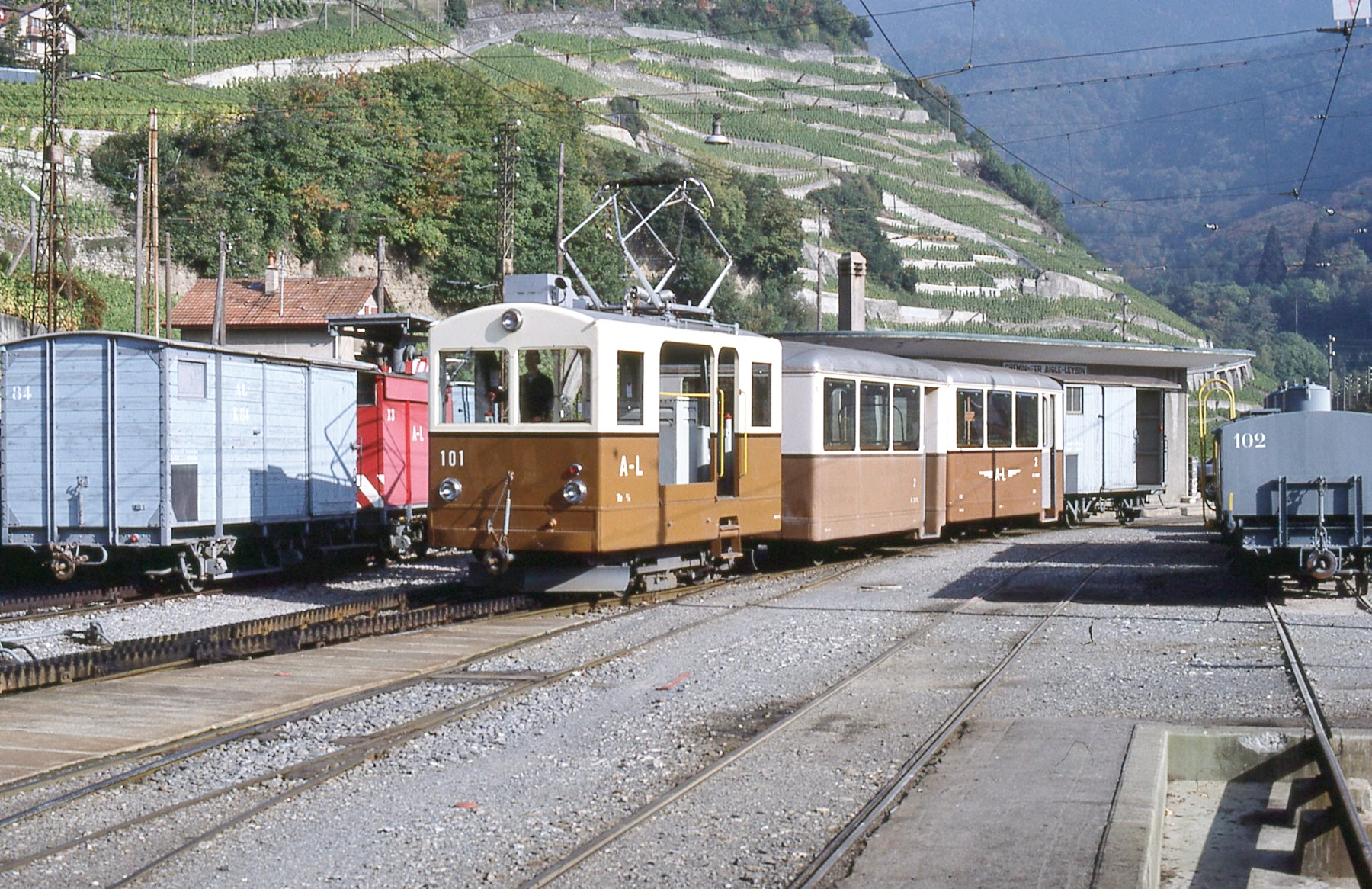
Te 2/2 101 mit B 22 und B 23
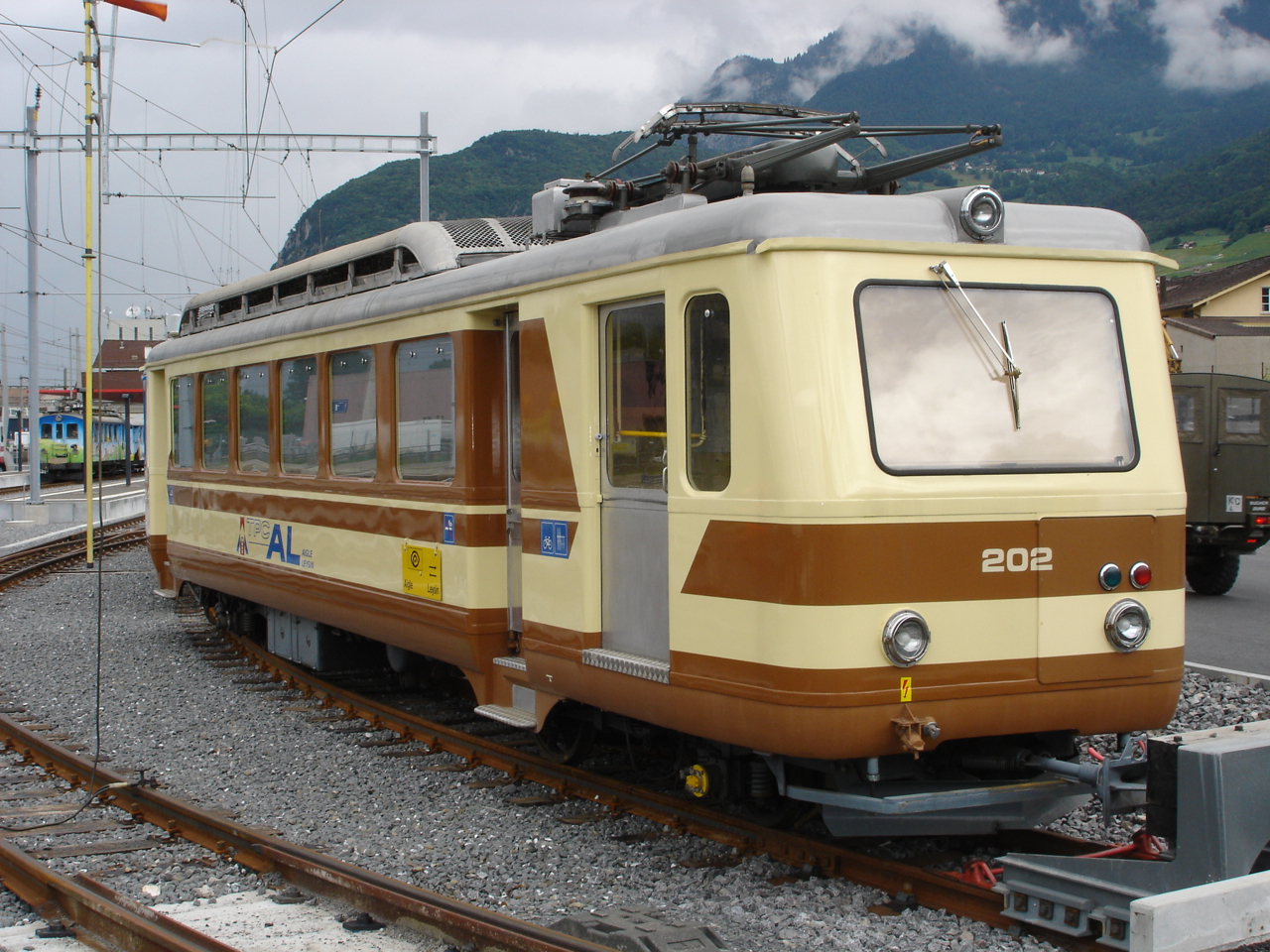
BDeh 2/4 202 in Aigle, 2007
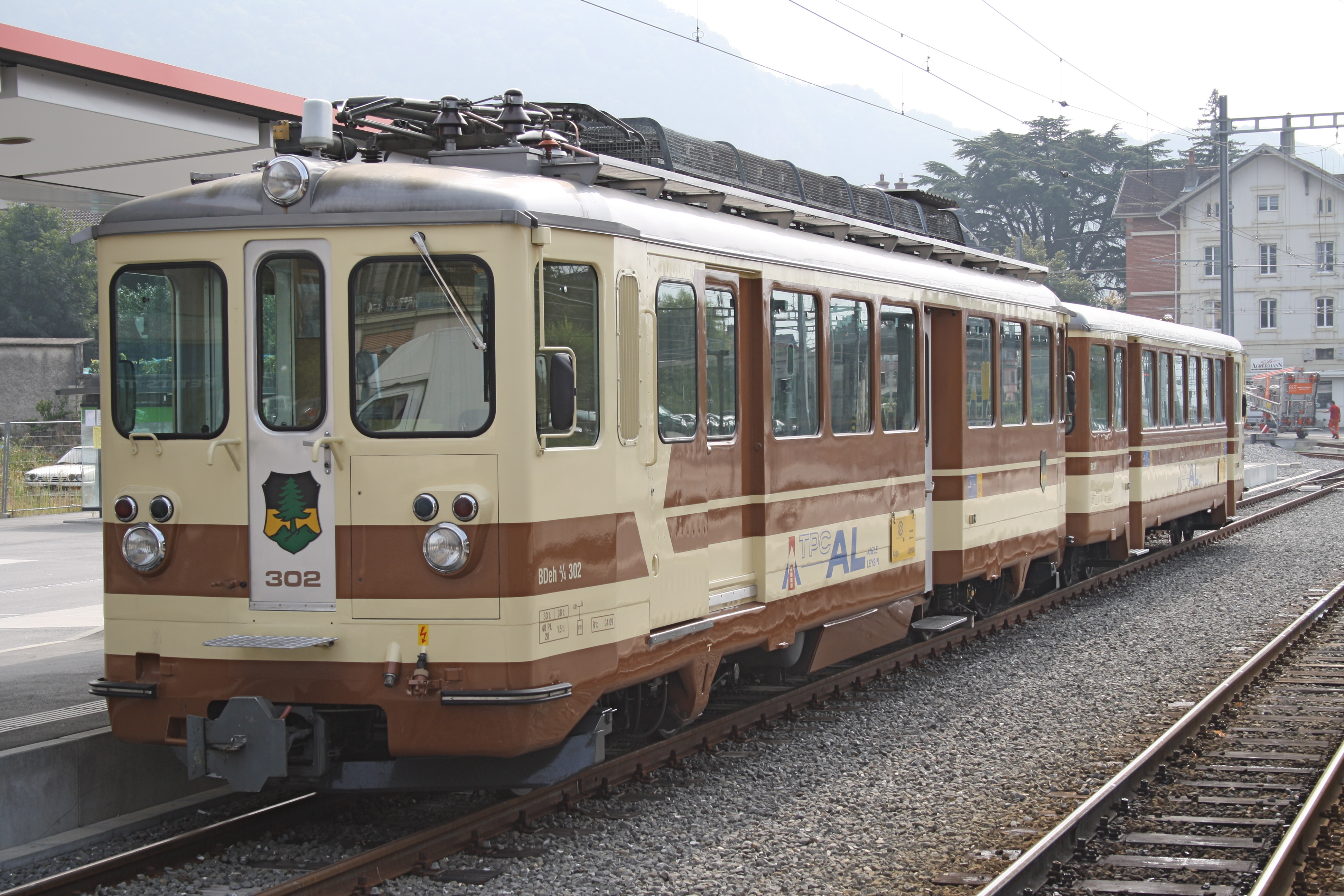
BDeh 4/4 302 im Jahr 2009
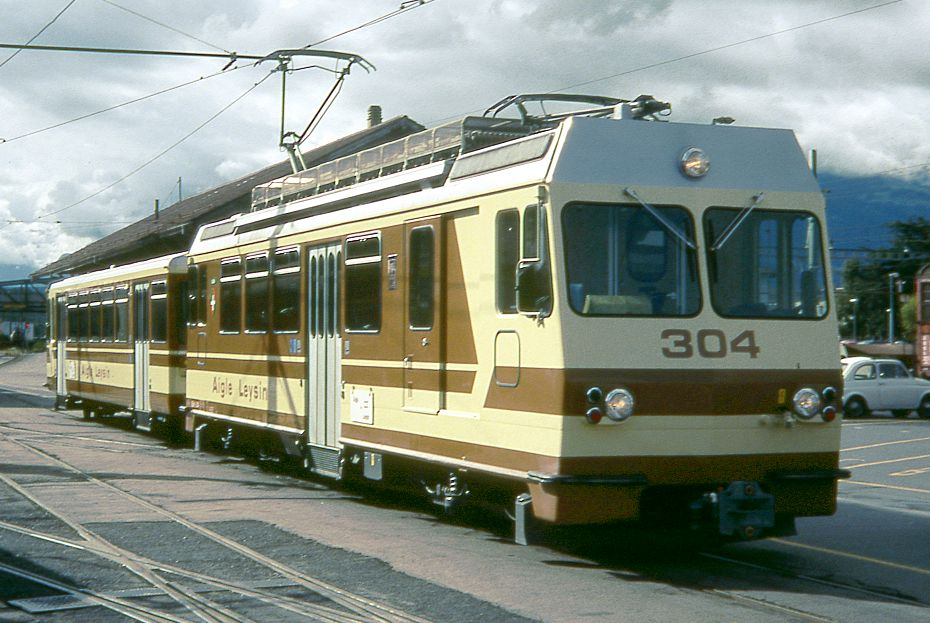
BDeh 4/4 304 in Aigle